# Sibagat

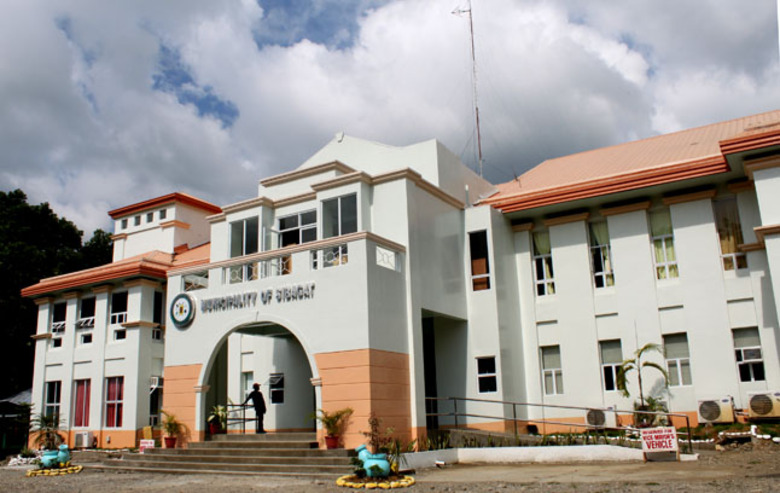
Rathaus von Sibagat

Sibagat ist eine philippinische Stadtgemeinde in der Provinz Agusan del Sur. Die Stadtgemeinde liegt 29 Kilometer von Butuan City entfernt. Die Wirtschaft hängt sehr von der Subsistenzlandwirtschaft ab.

## Namensherkunft
Der Name Sibagat leitet sich vom Wort bagat (Treffen, oder Treffpunkt) ab.
Nach der mündlich überlieferten Geschichte, war der Fluss in der Nähe von Sigabat, der ebenfalls den Namen Sigabat trägt, Schauplatz, bzw. Treffpunkt für Kämpfe zwischen kriegstreibenden Stämmen.
Die meisten Einwohner der Stadtgemeinde sind Migranten aus Visayas und hier vorwiegend aus Cebu.

## Baranggays
Sibagat ist politisch unterteilt in 24 Baranggays.
| - Afga - Anahawan - Banagbanag - Del Rosario - El Rio - Ilihan - Kauswagan - Kioya - Magkalape - Magsaysay - Mahayahay - New Tubigon | - Padiay - Perez - Poblacion - San Isidro - San Vicente - Santa Cruz - Santa Maria - Sinai - Tabon-tabon - Tag-uyango - Villangit - Kolambugan |